# Kurt Axelsson
Kurt Axelsson, född 10 november 1941 i Rännberg, död 15 december 1984 i Belgien, var en svensk fotbollsspelare som gjorde 30 landskamper för det svenska landslaget och deltog i VM 1970. 
Axelsson hade en sen utveckling som spelare men via ett positionsbyte till försvaret och en liberoplats tog han sig från spel i Gais ut i Europa till proffsspel i Belgien hos Club Brügge. Här blev han både liga- och cupmästare samtidigt som hans insatser i landslaget under VM 1970 gjorde att han ansågs vara en kandidat till världslaget.
Axelsson kom genom befriande rensningar i eget straffområde medelst bicykletas att ge "brassesparken ett svenskt ansikte", men tvingades att avbryta sin spelarkarriär på grund av ett sent påfunnet hjärtfel och han blev istället tränare. År 1984 avled han i en trafikolycka i Belgien, 43 år gammal. 
Axelsson är som medlem nr 52 invald i Svensk fotbolls Hall of Fame.

## Idrottskarriär

### Mediokra unga år
Kurt Axelsson har stått för en av de mest remarkabla utvecklingskurvorna inom svensk elitfotboll. Han inledde karriären som en så kallad "dussinspelare" i Rännbergs IK i division VII och tog sig sedan in i div IV-laget IFK Sunne, men var där mest förvisad till en plats på kanten "där han gjorde minst skada". Sju år senare skulle dock Axelsson vara given i det svenska landslaget och en kandidat till en plats i världslaget.
I Sunne var Axelsson inte ordinarie som vänsterytter när laget vann div IV och År 1960, dock endast 18 år gammal, var han bara reserv i division III. Trots svårigheten att hävda sig på lägre nivåer inom seriespelet sökte han sig till IFK Norrköping där han dock fick nobben. I stället blev spel i division II och III med IK Sleipner åren 1961–63.

### Till sjöss och Göteborg
Sedan gick Axelsson "till sjöss" och hamnade år 1964 i Göteborg, men även där var IFK-kamraterna ointresserade av hans tjänster. Konkurrentklubben GAIS var dock villiga att ge honom en chans och när han efter tvekan accepterade att prova på spel på liberopositionen tog hans utveckling rejäl fart. Ganska snart fick också svenska landslagets förbundskapten Orvar Bergmark upp ögonen för honom. Debuten i landslaget kom med ett inhopp i den 70:e minuten i en träningslandskamp mot Östtyskland i Leipzig den 27 april 1966.
År 1965 inbjöds Axelsson tillsammans med Roger Magnusson och Roland "Rimbo" Lundblad att träna med brasilianska klubben CR Flamengo. Här gick det så pass bra att han gavs ett kontraktsförslag. Möjligen, spekulerades det, imponerades brassarna av Axelssons förkärlek för att med bicykletas rensa undan bollar i straffområdet – något som dock inte applåderades lika mycket hemma i Sverige.

### Utlandsproffs och tränarkarriär
Axelsson tackade dock nej till kontraktsförslaget från Brasilien och efter 71 matcher för Gais i Allsvenskan hamnade han istället som proffs i Belgien och Club Brügge där han snart kom att gå under epitetet "Kungen av Brügge". Vid VM-slutspelet 1970 imponerade han stort och man menade att om Sverige hade tagit sig vidare från gruppspelet så hade Axelsson kommit med i världslaget.
Efter sex säsonger och fyra mål på sammanlagt 153 matcher i Brügge bytte Axelsson klubb till AS Oostende i den belgiska andradivisionen där han verkade som spelande tränare under tre säsonger. Redan första säsongen var han delaktig i att föra upp laget till förstadivisionen. Ett hjärtfel gjorde dock att han så småningom tvingades avbryta sin spelarkarriär för att endast ägna sig åt tränarsysslan; detta som assisterande tränare i KV Kortrijk.

### Död
Axelsson omkom år 1984 i en bilolycka i Belgien.

### Stor grabb och Hall of Fame
Axelsson blev år 1967 Stor grabb inom svensk fotboll och år 2015 valdes han i den 13:e selektionen som medlem nr 52 in i Svensk fotbolls Hall of Fame. Han presenteras där med texten:
"På bara några år gjorde Kurt en remarkabel klassresa: Från `en i mängden´, med en till synes oteknisk kantighet, placerades han där han gjorde "minst skada" i ett division sju-lag i den värmländska urskogen - till ett, även på plan, elegant och aristokratiskt modelejon som runt 1970 höll absolut världsklass. Med en underbar teknik gav han brassesparken ett svenskt ansikte"

## Spelstil
Till en början verkade Axelsson vara kantig och oteknisk, men successivt växte han ut till en försvarsspelare av världsklass. Trots sin relativt korta längd (178 cm) kunde han genom sin spänst och sedermera upptränade tekniska briljans dominera straffområdet.

## Utanför planen
Axelsson betraktades av samtiden som ett stilbildande "modelejon" med sitt närmast franska utseende och elegans. Med en så småningom världsvan, aristokratisk framtoning var det vit skjorta, slips med nål och kostym med vit näsduk i bröstfickan som gällde vid sidan av planen.

## Meriter

### I landslag
Sverige
- A-landskamper: 30, 0 mål
- VM-slutspel (1): 1970 (9:e plats, spel i Sveriges tre matcher[4])

### I klubblag
Club Brügge
- Belgisk mästare (1): 1972/73
- Belgisk ligatvåa (4): 1967/68, 1969/70, 1970/71 och 1971/72
- Belgisk cupmästare (2): 1968, 1970

### Individuellt
- Stor Grabb inom Svensk fotboll, 1967
- Medlem nr 52 i Svensk fotbolls Hall of Fame, 2015

### Webbkällor
- Profil på weltfussball.de
- Profil på svenskfotboll.se
- Profil på transfermarkt